# Henry Pelham
Henry Pelham, född 25 september 1694 i Laughton, East Sussex, död 6 mars 1754 i London, var en brittisk statsman, premiärminister från 14 februari 1743 till sin död omkring 10 år senare.
Under Pelhams första år som premiärminister vilade den verkliga makten i kabinettet hos the Secretary of State for the Northern Department, John Carteret, 2:e baron Carteret. Pelhams officiella titlar var förste skattkammarlord, skattkammarkansler och ledare för underhuset. Pelham kom därefter att dela den egentliga makten som regeringens främste företrädare med sin broder, hertigen av Newcastle.